# Tora på Rimol
Tora på Rimol, död okänt år (efter 995), var en norsk godsägare, frilla till Norgens regent jarlen på Lade Håkon Sigurdsson. Hon gömde Håkon på sin gård då han flydde efter att ha störtats från makten, men han upptäcktes och mördades. 